# 台南米糕
台南米糕是用糯米做的搭配簡單調味配料的米糕食物。
台南米糕和油飯雖然都是用糯米作成，但油飯是當糯米煮熟後，用油和醬汁拌炒，米糕則是糯米煮熟後，有顧客來食用食，就如同肉臊飯盛上一碗米飯，只是台南米糕是用糯米飯，將肉臊醬汁淋上，豬肉油脂融入醬汁。
古早時期大部分人都從事勞力密集的工作，台南形成下午吃點心的習慣，米糕是當地人常吃的點心，所謂「點心」就是「吃得巧，不吃飽」，這也間接形成台南美食小吃份量不大的特色。

## 食用特色
台南米糕將糯米澆滷汁然後加上魚鬆、醃漬蘿蔔。也有加上肉燥（滷肉）花生再加魚鬆版本。嘉義米糕食用時往往會添加蒜泥增加風味，搭配柴魚湯。